# Pu Xiang Zheng
Pu Xiang Zheng (parfois orthographiée Puxiang Zheng ou Pu Xiong Zheng) née le 25 décembre 1978, est une coureuse cycliste chinoise spécialiste de la piste.

## Biographie
Pu Xiang Zheng connaît son meilleur résultat en 2002, où elle termine troisième du classement général de la Coupe du monde sur piste de la course aux points.
Pu Xiang Zheng en 2006 est dans l'équipe Giant Pro Cycling de Hong-Kong, qui devient Giant Cycling Team à partir de 2009.

## Palmarès sur piste

### Coupe du monde
- 2002 
  - 2e de la course aux points à Kunming
  - 3e du classement général de la course aux points 
  - 3e de la course aux points à Monterrey

## Palmarès sur route
- 2005
  - 2e du championnat de Chine du contre-la-montre